# Faxaflói
Faxaflói – zatoka w południowo-zachodniej Islandii, położona pomiędzy półwyspami Snæfellsnes i Reykjanes. Większe miasta nad zatoką: Reykjavík, Kópavogur, Akranes, Borgarnes i Keflavík.